# Comuna Sneatînka, Drohobîci
Sneatînka (în ucraineană Снятинка) este o comună în raionul Drohobîci, regiunea Liov, Ucraina, formată din satele Sneatînka (reședința), Stare Selo și Zalujanî.

## Demografie
Componența lingvistică a comunei Sneatînka
     Ucraineană (99,49%)
     Alte limbi (0,42%)
Conform recensământului din 2001, majoritatea populației comunei Sneatînka era vorbitoare de ucraineană (99,49%), existând în minoritate și vorbitori de alte limbi.